# Reliquias de Martioda
Las reliquias de Martioda son un conjunto de reliquias con los muebles que las albergan que se encontraban en la sacristía de la Iglesia de San Juan Evangelista del pueblo de Martioda en Álava, localidad perteneciente antiguamente al señorío de los Hurtado de Mendoza.

## Historia
Como indican los estudios realizados, las piezas de este conjunto relicario serían propiedad de los Hurtado de Mendoza, un importante linaje alavés dedicado a la diplomacia internacional en la corte de los Austrias. Parte de esta familia prestó servicio y vivió en Bruselas a mediados del siglo XVII y quizás, a su vuelta a España, trajeran consigo estos objetos de procedencia claramente flamenca. El matrimonio formado por Antonia Hurtado de Mendoza, nacida en Martioda, y Juan de Necolalde, veedor general del ejército español en Flandes entre 1641 y 1647 pudo traer desde Bruselas las reliquias, instalándolas en los oratorios de los dos palacios de los Necolalde en Villarreal de Urrechua (Guipúzcoa). Posteriormente, heredadas por los sucesores del linaje acabarían ubicadas en la iglesia de Martioda. 

## Composición

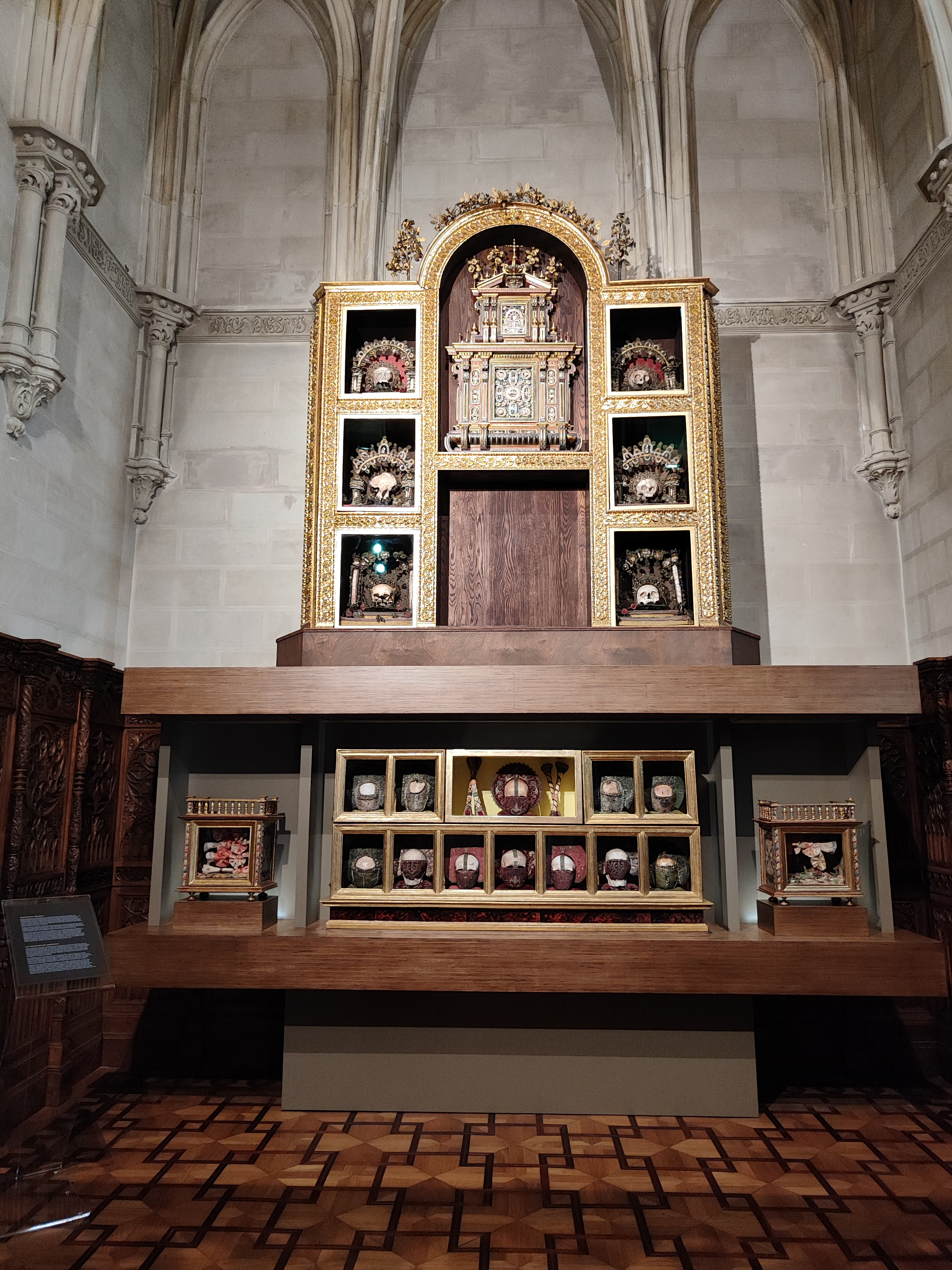
Reliquias de Martioda

El conjunto está formado por varios muebles relicario dorados y policromados en cuyo interior están las reliquias. La gran vitrina-relicario en forma de retablo alberga las llamadas escenografías, con 6 reliquias (cinco cabezas y un hueso de cadera) adornadas profusamente y rodeadas de motivos vegetales realizados con alambres e hilos de seda; se relacionan con los llamados jardines cerrados (besloten hofjes en neerlandés), un género artístico flamenco que reproduce jardines en miniatura evocando el paraíso celestial donde residirían estos mártires. Además, en su parte central se sitúa un retablito de gran calidad artística con compartimentos con decenas de pequeñas reliquias también muy adornadas.La catalogada como vitrina-relicario de la Legión Tebana y las Once Mil Vírgenes es un mueble horizontal largo de estructura más sencilla, también dorado y policromado y con ventana batiente, en cuyo interior se sitúan otras once cabezas ricamente adornadas con tejidos de terciopelo y seda con aplicaciones decorativas metálicas y de vidrio. Otra cabeza muy similar y varios huesos largos también muy adornados se encuentran en otra vitrina de menor tamaño. Completan el conjunto dos pequeños escaparates con reliquias de huesos largos colgados horizontalmente, también muy decorados.

### Las reliquias
A lo largo de los siglos y en todas las culturas, las reliquias han supuesto una importante forma de capital devocional, simbólico, social y político. Su posesión, tanto por parte de la Iglesia como de particulares, proporcionaba riqueza y prestigio. Durante los siglo XVI y XVII, las iglesias, los monasterios y los oratorios de las casas de las familias nobles se llenaron de reliquias procedentes de toda Europa a través de un intenso y organizado comercio de objetos sagrados.

Según la tradición cristiana, parte de los huesos presentes en el conjunto relicario de Martioda pertenecerían a soldados de la Legión tebana y de las once mil vírgenes del séquito de Santa Úrsula. Los estudios antropológicos realizados han determinado que la mayoría de los huesos pertenecen a individuos masculinos de entre 21 y 55 años. La datación por C14 de dos de los huesos proporcionó asimismo fechas en torno al siglo III.

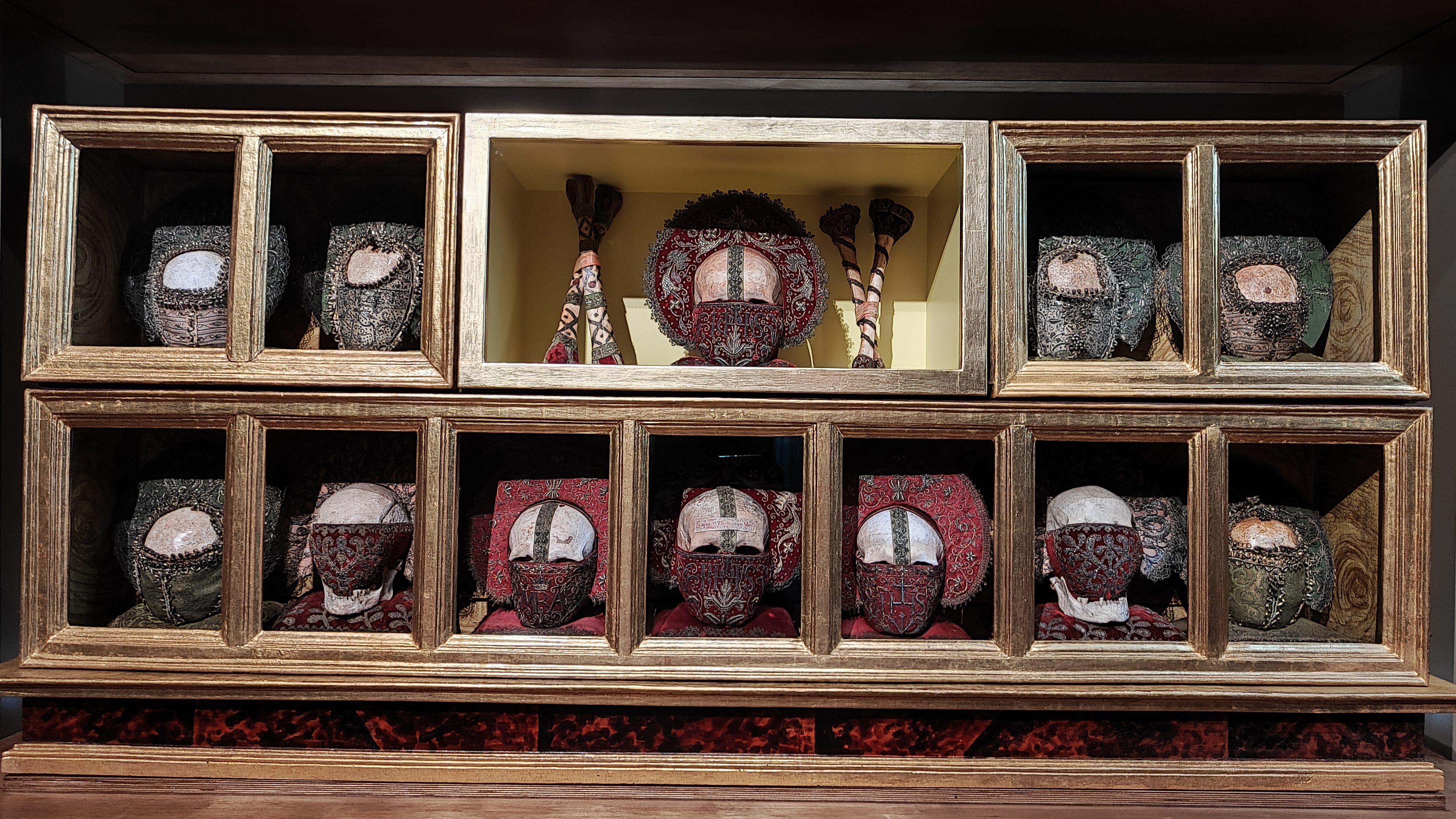
Reliquias de Martioda

## Riqueza patrimonial

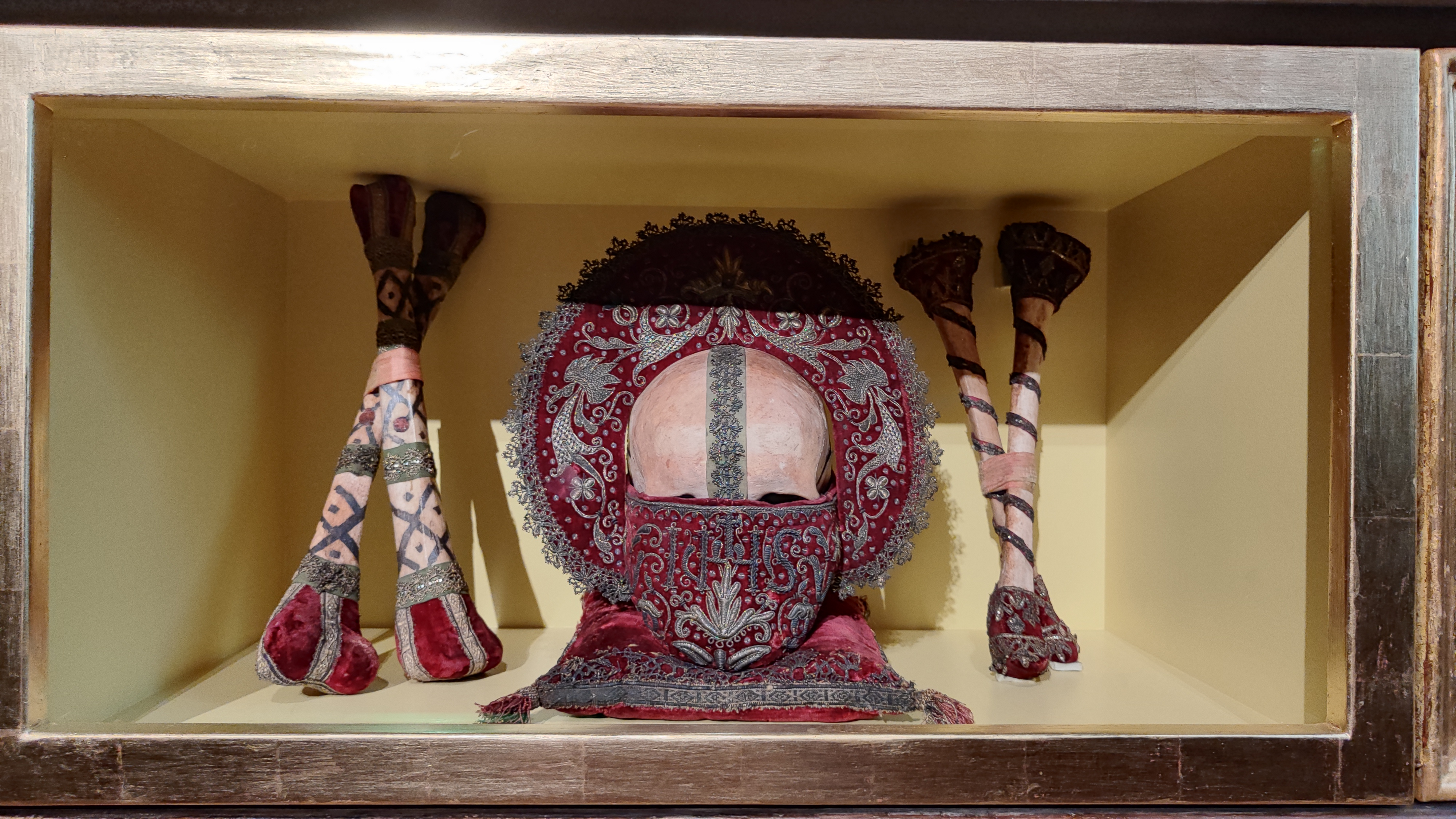
Reliquia de Mártioda

El conjunto de reliquias de Martioda es considerado una de los más numerosos e interesantes del mundo. Desde que la Diputación Foral de Álava adquirió el conjunto monumental de Martioda en 1971, la obra es de titularidad pública y, por ello, un testimonio de la riqueza patrimonial de toda la sociedad. Durante aproximadamente seis años se llevó a cabo su estudio histórico artístico, análisis físico-químicos, la restauración-conservación y la catalogación  de los distintos elementos que forman el conjunto relicario. El trabajo realizado se ha visto plasmado en una completa publicación de acceso libre. Una vez finalizada la intervención, el conjunto relicario se puso a disposición del público el 28 de mayo de 2021 como exposición temporal. Finalmente, pasó a formar parte de la exposición permanente del Museo de Bellas Artes de Álava, donde se exhibe con un nuevo montaje en la capilla del Palacio Augustin Zulueta, sede de este museo.